# Filipe Oliveira
Filipe Oliveira né le 24 mai 1984 à Braga au Portugal, est un footballeur portugais. Il joue actuellement au poste de milieu de terrain dans le club roumain du Sepsi OSK Sfântu Gheorghe.

## Biographie
Filipe Oliveia commence sa carrière professionnelle dans le club londonien de Chelsea.
Peinant à s'imposer en équipe première, forte concurrence oblige, il est prêté au club de Preston North End (D2) en 2004.
En 2005, non retenu par Chelsea, il retourne dans son pays natal, et s'engage en faveur du CS Maritimo.
Il rejoint les rangs du Leixões SC en 2007 puis ceux du Sporting Braga en 2008.
Après 2 saisons passées à Braga, il rejoint le championnat d'Italie et le club de Parme, qui le prête immédiatement au Torino, en Serie B.
Durant l'été 2011, il s'engage avec le Videoton FC sous forme d'un prêt.

## Carrière
| Période   | Club              | Pays       | Matchs / Buts     |
| 2002-2005 | Chelsea           | Angleterre | 5 matchs / 0 but  |
| 2004-2005 | Preston North End | Angleterre | 5 matchs / 0 but  |
| 2005-2007 | CS Marítimo       | Portugal   | 47 matchs / 1 but |
| 2007-2008 | Leixões SC        | Portugal   | 24 matchs / 0 but |
| 2008-2010 | Sporting Braga    | Portugal   | 21 matchs / 0 but |

## Palmarès
- Néant